# Полено (фильм)
«Полено» (чеш. Otesánek) — кинофильм чешского режиссёра Яна Шванкмайера.
В фильме используются приёмы анимации, кинематографии и коллаж.

## Сюжет
Карел Горак и Божена Горакова — бездетная пара, и по медицинским причинам они обречены таковыми оставаться. Находясь на отдыхе у своих соседей, Штадлеров, в загородном доме, Карел решает купить дом по совету господина Штадлера. Когда он ремонтирует дом, он выкапывает пень, который отдаленно похож на младенца. Он дарит его своей жене. Божена называет пень Отик и начинает относиться к нему как к настоящему ребенку. Затем она разрабатывает план, как подделать свою беременность, и, становясь все более нетерпеливой, ускоряет процесс — «рожает» на месяц раньше срока.
Отик оживает и имеет ненасытный аппетит. Альжбетка, маленькая дочь Штадлеров, растущая без родительской любви, раскрывает тайну о деревянном ребёнке. Тем временем маленький Отик растёт и очень много ест. В какой-то момент он съедает часть волос Божены, а на другой день она возвращается домой и обнаруживает, что Отик съел их кошку. Карел настаивает на убийстве существа, а Божена защищает его как родное дитя. Позже Отик съедает почтового работника, а затем социального работника.
Карела заставляют связать и запереть Отика в подвале их многоквартирного дома, оставив его голодать. Альжбетка тайно берет на себя обязанности ухаживать за ним. Она пытается кормить Отика обычной человеческой едой, но, когда её мать останавливает её, она тянет жребий, выбирая, кого из соседей скормить монстру. Выбранной жертвой становится старик и педофил Жлабек, который в последнее время ее преследовал. Альжбетка заманивает Жлабека в подвал и отдаёт на съедение Отику. Карел сам позже становится жертвой, когда приходит в подвал с бензопилой, но, увидев Отика, колеблется и называет его сыном, прежде чем бросить бензопилу. После этого Божена идет в подвал и сама становится жертвой. В конце концов, Отик не слушается Альжбетку, несмотря на неоднократные предупреждения, и съедает всю капустную грядку госпожи Справцовой, раскрывая себя.
В сказке, по мотивам которой снят фильм, старуха убивает Полено, вспарывая ему живот мотыгой, и оттуда выбираются все, кого он ранее съел. Однако фильм заканчивается тем, что госпожа Справцова спускается по лестнице, а Альжбетка со слезами декламирует конец сказки. Зрители не видят финал непосредственно.

## Проблематика
Сюрреалистическая экранизация чешской народной сказки «Чурбашка» о бездетной паре, которая очень хотела иметь ребёнка. Сама сказка — это некий симбиоз «Колобка» и «Голема», аналогичный русской сказке «Глиняный парень». Одна из самых необычных экранизаций народных сказок в кинематографе. Жестокий гротеск современного общества, его идеалов и стереотипности существования. Фильм о загнанности в угол тех людей, которые не могут, не имеют возможности вписаться в общую картину благополучности навязанных норм и порядков, о том, на что они способны и как далеко могут зайти, чтобы стать «нормальными». Страх, боязнь замкнутых пространств, личные фобии, осуждение.
Не случайно кульминацией фильма является принесение в жертву полену девочкой своих соседей и даже родителей ради того, чтоб хотя бы как-то общаться с поленом, поскольку этого общения она не имеет с теми людьми, которых ненавидит. Открытый финал ленты оставляет зрителя в недоумении и даёт простор воображению: осталось ли полено «в живых» или его всё-таки уничтожила старушка?

## В ролях
- Вероника Жилкова — Божена Горакова
- Ян Гартль — Карел Горак
- Ярослава Кречмерова — мать Альжбетки
- Павел Новы — отец Альжбетки
- Кристина Адамцова — Альжбетка
- Зденек Козак — пан Злобек

## Восприятие
Сам режиссёр после выхода этого фильма призывал зрителей не оценивать увиденное лишь с одной приемлемой позиции, называя его многоплановым и многозначным.
Работа Шванкмайера была отмечена тремя премиями Национальной киноакадемии «Чешский лев», включая категорию «Лучший игровой фильм», двумя призами на Кинофестивале в городе Пльзень, наградой Гильдии кинокритиков Чехии («Фильм года») и 9-ю различными номинациями.
«Полено» заняло 95-е место в рейтинге лучших фильмов 2000-х по версии журнала Slant Magazine.
На Rotten Tomatoes фильм имеет рейтинг одобрения 84 % на основе 44 профессиональных обзоров со средневзвешенной оценкой 7/10. Критический консенсус сайта гласит: «Несмотря на весьма длинную продолжительность, „Полено“ представляет собой причудливое и эксцентричное удовольствие».
Как отмечает автор журнала о кино «25-й кадр» Сергей Фоменко, «картина Шванкмайера вовсе не напоминают фильм ужасов, как было бы в какой-нибудь голливудской постановке. Его фильм остаётся сказкой, но сказкой, сталкивающейся с сюрреализмом жизни».